# Asteronyx lymani
Asteronyx lymani är en ormstjärneart som beskrevs av Addison Emery Verrill 1899. Asteronyx lymani ingår i släktet Asteronyx och familjen ribbormstjärnor. Inga underarter finns listade i Catalogue of Life.